# 225e régiment d'assaut
Le 225e régiment d'assaut, (en ukrainien : 225 Окремий штурмовий полк, abrégé en 225 225 ОШП ; numéro d'unité militaire А7400), est une unité d'infanterie mécanisée de l'Armée de terre ukrainienne. Originellement conçu comme bataillon territorial, il devient au cours une unité d'élite, se faisant notamment remarquer durant l'offensive ukrainienne dans l'oblast de Koursk.

## Historique

### Invasion russe de l'Ukraine

#### Bataillon de défense territorial (mars 2022 - juillet 2023)
Le bataillon est créé début mars 2022 lors de l'invasion de l'Ukraine par la Russie comme le 225e bataillon de défense territoriale de la 127e brigade de défense territoriale de Kharkiv. L'unité participe ainsi à la bataille de Kharkiv. Le bataillon se voit essentiellement confier des missions de sécurisation et de stabilisation du front.
En septembre, la brigade participe à la libération de l'oblast de Kharkiv, menant des opérations offensives au nord de la ville autour des localités de Lyptsi et Velyka Prokhodi refluant les Russes jusqu'à la frontières.
Le bataillon brigade est ensuite transféré vers l'Oblast de Donetsk et combat dans le secteur de Bakhmout. Il est positionné au nord de la ville entre Zaliznyanske et Orikhovo-Vasylivka. Durant les combats, le bataillons parvient à capturer 27 soldats russes.

#### Transformation en bataillon d'assaut
Après plusieurs mois de défense à Bakhmut, le 225e bataillon passe sous le commandement des forces terrestres en tant qu'unité d'assaut séparée en juillet 2023 en raison de ses performances au combats,. L'unité continue de tenir des positions sur le flanc nord de Bakhmout après la prise de la ville. En février 2024, le bataillon est envoyé couvrir la retraite des forces ukrainiennes d'Avdiïvka aux côtés de la 3e brigade d'assaut, du 425e bataillon d'assaut « Skala » et des forces spéciales du GUR puis se replie à Lastochkine.
En avril, le bataillon est ensuite envoyé participer à la défense de Tchassiv Iar. Le 9 juillet 2024, les combattants du 225e bataillon d'assaut séparé et du 223e bataillon d'infanterie de marine quittent l'encerclement après 70 jours de la rive est du canal Siverskyi Donets-Donbass.

#### Offensive dans l'oblast de Koursk (6 août 2024 - mars 2025)
Début août 2024, le bataillon participe à des combats aux opérations offensives dans l'Oblast de Koursk. Il fait partie des unités de rupture qui perce la première ligne russe depuis Zuravkha aux côtés du 3e bataillon de la 22e brigade mécanisée, sur son flanc droit et du 3e bataillon de la 82e brigade d'assaut aérien. Il entre sur le territoire de Kurshchyna le 6 août 2024. Dès les premiers jours de l'offensive, le bataillon prend le contrôle du village de Dar'ino. Le 11 août, le bataillon capture un groupe d'environ 8 prisonniers, vraisemblablement du poste de commandement du 18e bataillon de fusiliers motorisés du 488e régiment de fusiliers motorisés de la 144e division de fusiliers motorisés. Le 13 août, l'unité Black Swan prend le contrôle de la colonie Lyubimivka dans la région de Koursk et annonce avoir vaincu une unité de « Kadyrovtsy ». Le 15 août, le bataillon annonce qu'il poursuit son offensive en direction de Korenevo publiant une vidéo montrant la capture de soldats Russes,.
Le 9 septembre 2024, le bataillon publie une vidéo de combat géolocalisée (51.402071, 34.927889) sur Telegram depuis le village de Korenovo dans l'Oblast de Koursk, opposant les drones Mavic (en) de l'unité de drones « Black Swan » du bataillon à une offensive russe.
Le 19 septembre, deux colonnes du bataille brêche à nouveau la frontière russe pour tenter de prendre en tenaille les forces Russes au sud de la rivière Seïm en direction de Glushkovo. Le 25 septembre, les propagandistes russes à la télévision qualifie le bataillon d'élite et équipé du « meilleur équipement occidental ». En novembre, le bataillon inflige de lourdes pertes aux forces russes qui tentent de contre-attaquer en direction de Darino. En décembre 2024, le bataillon est transfomé en régiment. Il continue de tenir ses positions devant Sverdlikovo jusqu'au retrait des forces ukrainiennes de l'oblast.
En mars 2025, le lieutenant supérieur Ivan Kozin , indicatif d'appel « Kotelva », commandant de compagnie du 225e régiment d'assaut séparé, est devenu le premier militaire de l'histoire des forces armées ukrainiennes à recevoir la branche du chêne d'argent de la Croix du mérite militaire. Le prix lui est décerné pour les actions menées lors des batailles en direction de Koursk en octobre 2024. Sous son commandement, l'unité a freiné l'avancée des troupes russes, mené une contre-attaque, manœuvré à l'arrière de l'ennemi, capturé les hauteurs et bloqué les voies logistiques de l'ennemi. L'opération a permis aux forces ukrainiennes de prendre le contrôle d'une section importante du front et de contrecarrer de nouvelles offensives ennemies dans cette direction.

#### Secteur Soumy - Belgorod
Le 9 avril, le bataillon pénètre dans l'oblast de Belgorod, brêchant les lignes de dent de dragons.

## Structure

### Ordre de bataille
- État-major (штаб) du bataillon[15],[16] ;
  - 
    -  Peloton de protection du QG[16] ;

  -  1er bataillon d'assaut [17],[16] ;
  -  2e bataillon d'assaut
  -  Bataillon d'assaut « Shkval »[17],[16] ;
  -  Groupe d'assaut « Morok »[17],[16] ;
  -  Compagnie de reconnaissance aérienne et de frappe par drones « Pentagone »[16] ;
  -  Compagnie de frappe par drones « Black Swan »[18],[16] ;
  -  Compagnie de chars biélorusse « Tur »[17],[16] ;
  -  Unité de tireur d'élite[19] ;
  -  Unité de maintenance[20]

### Matériel
- Véhicule de combat d'infanterie : 20 Marder 1A3 livrés par l'Allemagne[21], au moins 3 M2 Bradley et 3 BMP-1TS[22]
- Véhicule blindé de transport de troupes : MT-LB, GT-MU
- Blindés légers : 50 Kozak-2M1 et 5[21]